# Peseux (Zwitserland)
Peseux is een plaats en voormalige gemeente in het Zwitserse kanton Neuchâtel en telt 5674 inwoners (2005). De bewoners zijn in ruime meerderheid Franstalig.

## Geschiedenis
In november 2007 werd een referendum gehouden over een mogelijke fusie met buurgemeente Corcelles-Cormondrèche. Peseux maakte deel uit van het district Boudry tot op 31 december 2017 de districten van het kanton Neuchâtel werden opgeheven. De gemeente ging op 1 januari 2021 op in de gemeente Neuchâtel.

## Geboren
- Jean-François Aubert (1931-), advocaat, hoogleraar en politicus